# Gryts församling, Strängnäs stift
Gryts församling var en församling i Strängnäs stift och i Gnesta kommun i Södermanlands län. Församlingen uppgick 2006 i Daga församling. 

## Administrativ historik
Församlingen har medeltida ursprung och utgjorde till 1962 ett eget pastorat. Den var från 1962 till 2006 moderförsamling i pastoratet Gryt, Björnlunda och Gåsinge-Dillnäs. Församlingen uppgick 2006 i Daga församling.

## Kyrkor
- Gryts kyrka